# Ragnvald Ingvarsson
Ragnvald Ingvarsson var kapten av väringagardet under 1000-talets första halva. Han förekommer på flera runstenar, av vilka några anger att han skall varit son till en Ingvar, vilket ansluter honom till Jarlabankeklanen. 
I Eds socken i Uppland längs den så kallade kyrkstigen, finns två runinskrifter inhuggna på ett flyttblock med en omkrets på cirka 18 meter, benämnda U 112. Inskrifterna beordrades att ristas av Ragnvald, på en av dem han refererar han till sig själv som "krigarföljets hövding".

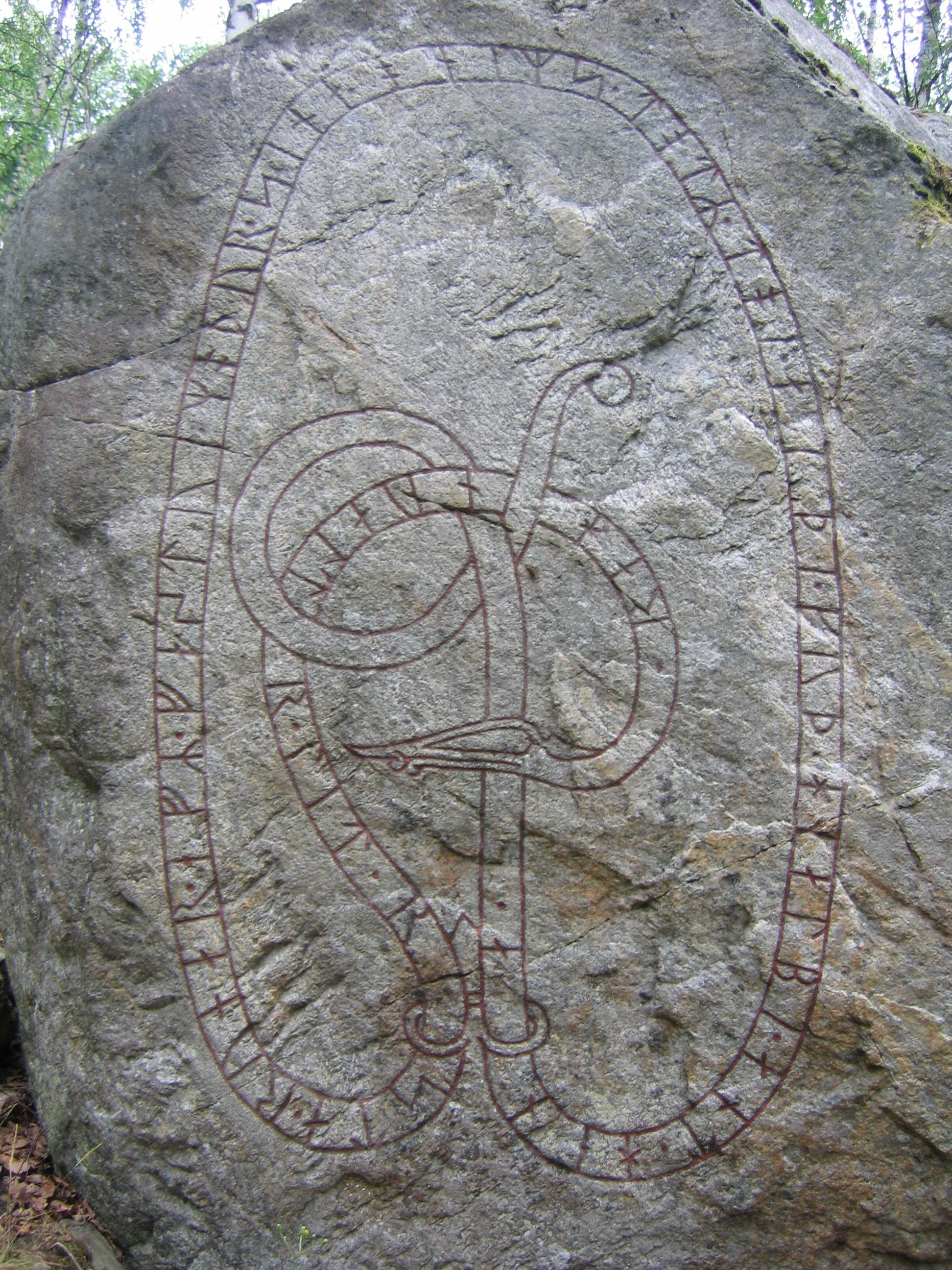
U 112, Ed (sida A)

U 112 A: Ragnvald lät rista runorna efter Fastvi sin moder, Önams dotter, hon dog i Ed. Gud hjälpe hennes ande.
U 112 B: Runorna lät Ragnvald rista. Han var i Grekland, han var krigarföljets hövding.
Väldigt få kunde återvända hem med äran att ha varit kapten över väringagardet, även hans namn Ragnvald (ragn = makt/råd vald = härskare) visar att kom från de högre stånden i det fornnordiska samhället, han var förmodligen släkt med den då styrande ätten.
Denna Ragnvald identifieras även med den vilkens död tillkännages på runhällarna U 309 och U 310, vilka anger honom som son till Ingvar av Jarlabankeklanen. Inskriptionen U 310 gjordes på uppdrag av Ingvars andra fru Estrid Sigfastsdotter, som inte var mor till Ragnvald:
U 309: Sigvid och Ingvar och Jarlabanke lät rista runorna efter Ingvar, sin fader, och efter Ragnvald, sin broder.
U 310: Estrid lät göra bron efter Ingvar, sin man, och efter Ragnvald, hans son.
Ragnvalds morfar Onäm omnämns på två andra runstenar i Uppland, U 328 och U 336. U 328 berättar att Ragnvald hade två mostrar, Gyrid och Gudlög, och U 336 lägger till att Ulf i Borresta, som tog emot tre danagälder i England, var Onäms brorson, och därmed Ragnvalds kusin.
Den ukrainske historikern Omeljan Pristak noterar att Ragnvald verkar ha dött samtidigt som hans far Ingvar och farbror Ingefast, och att deras död skall inträffat innan år 1050. Han föreslår att de skall ha dött under det Rus-Bysantiska kriget (1043), då Vladimir av Novgorod hade rekryterat varjager.